# Маса 19
„Маса 19“ (на английски: Table 19) е американска комедия от 2017 година по сценарий и режисура на Джефри Блиц, и по идея на братята Джей и Марк Дуплас. Във филма участват Ана Кендрик, Крег Робинсън, Джун Скуиб, Лиса Кудроу, Стивън Мершант, Тони Револори, Уайът Ръсел, Аманда Крю и др.
Филмът излиза на екран на 3 март 2017 г. от Fox Searchlight Pictures.
В България филмът е излъчен по bTV Comedy през 2020 г. Дублажът е на студио Медиа Линк. Екипът се състои от:
| Озвучаващи артисти  | Ева Демирева Ася Рачева Николай Върбанов Димитър Ангелов Георги Стоянов |
| Преводач            | Виолета Георгиева                                                       |
| Тонрежисьор         | Александър Маринов                                                      |
| Режисьор на дублажа | Петя Силянова                                                           |